# Quartinia
Quartinia (лат.) — род цветочных ос (Masarinae, Vespidae). Известно более 140 видов. Распространены в Африке (большинство видов) и юго-западной Азии. Питаются нектаром и пыльцой цветковых растений.
Представители рода способны выделять шёлк на стадии имаго, что является достаточно редким явлением среди перепончатокрылых.

## Описание
Мелкие осы, имеют длину от чуть более 2 мм до 7 мм. По сравнению с подавляющим большинством видов других родов Masarinae даже самые крупные Quartinia относительно малы. Ввиду значительного диапазона размеров, показанных видами Quartinia, и для того, чтобы выразить относительный размер, для видов рода были установлены категории, основанные на длине. Это мелкие (1,5—2,5 мм); маленькие (2,5—3,5 мм); средние (3,5—4,5 мм); большие (4,5—5,5 мм); очень большие (5,5—6,5 мм) и гигантские (6,5—7,5 мм). 80 % видов имеют размер менее 5 мм.
Как и другие цветочные осы питаются нектаром и пыльцой цветковых растений. Многие из палеарктических видов, по-видимому, связаны с представителями семейства Астровые (Asteraceae), но есть также находки из других восьми семейств растений, а пять видов Quartinia, наоборот, не были или были редко зарегистрированы среди Asteraceae. Степень специализации любого палеарктического вида Quartinia в отношении источника пыльцы неизвестна. Оса Quartinia canariensis была зарегистрирована в трех полупустынных песчаных местообитаниях на острове Фуэртевентура. Все места были скудно покрыты галофитной растительностью и характеризовались большими участками цветковых растений Frankenia laevis (Frankeniaceae). Самцы и самки были замечены исключительно в посещении цветов Frankenia laevis. Во время посещения цветов имаго часто переключались между поглощением нектара и пыльцы.
Пыльца потреблялась непосредственно из пыльников, или поглощение пыльцы было косвенным, когда пыльцевые зерна, собиравшиеся на лобных частях, смахивались к ротовым частям передними ногами. Во время поглощения нектара осы высовывали свои длинные хоботки в нектароносные карманы между коготками лепестков цветков Frankenia. Запасы ячеек выводка состояли в основном из пыльцы Frankenia, но в небольшом количестве также из Polycarpaea (Caryophyllaceae), что позволяет предположить, что Quartinia canariensis является полилектической осой с сильным предпочтением.

## Классификация
Известно более 140 видов. Род был впервые выделен в 1884 году французским энтомологом Édmond André (1844—1891) (не путать с его братом Ernest André, 1838—1911) для вида Quartinia dilecta Andre, 1884 (типовой вид по монотипии). Виды с неполным жилкованием (2m-cu присутствуют, но утонченные и прерывистые) в прошлом были бы помещены в Quartinioides Richards 1962, но синонимизированы с Quartinia Ed. André ван дер Вехтом и Карпентером (1990).
В род включают следующие виды:
- Quartinia aenea Gess, 2011[4]
- Quartinia aerosa Gess, 2011[4]
- Quartinia affinis Richards, 1962[9]
- Quartinia albopicta (Richards, 1981)
- Quartinia alcestis Richards, 1962[9]
- Quartinia amiae Carpenter, 2003
- Quartinia andromeda (Richards, 1962)[9]
- Quartinia antennata Schulthess, 1935[10]
- Quartinia antigone (Richards, 1962)[9]
- Quartinia arabica Gusenleitner, 2010[11]
- Quartinia araxana Giordani Soika, 1960
- Quartinia arenaria Gess, 2011[12]
- Quartinia arsinoe (Richards, 1962)[9]
- Quartinia artemis Richards, 1962[9]
- Quartinia atlantica Gess, 2011[12]
- Quartinia atra Schulthess, 1929[13]
- Quartinia atrata Gusenleitner, 1998
- Quartinia australis Gess.F., 2007
- Quartinia basuto (Richards, 1962)[9]
- Quartinia bella Gess, 2009[14]
- Quartinia bonaespei Gess.F., 2007
- Quartinia breyeri Richards, 1962
- Quartinia canariensis Blüthgen, 1958
- Quartinia candida Gusenleitner, 1997
- Quartinia capensis (Kohl, 1898)
- Quartinia carolinae Gess, 2011[12]
- Quartinia ceres (Richards, 1962)[9]
- Quartinia chlorotica (Morawitz, 1888)
- Quartinia cincta Benoist, 1929[15]
- Quartinia clypeata Gess, 2009[14]
- Quartinia codoni Gess, 2009[14]
- Quartinia conchicola Gess.F., 2007
- Quartinia cressida (Richards, 1962)[9]
- Quartinia cretica Gusenleitner, 1994
- Quartinia cyllene (Richards, 1962)[9]
- Quartinia cynara (Richards, 1962)[9]
- Quartinia densipunctata Gess.F., 2007
- Quartinia diana (Richards, 1962)[9]
- Quartinia dilecta André, 1884typus
- Quartinia dryope (Richards, 1962)[9]
- Quartinia elissa (Richards, 1962)[9]
- Quartinia eremobia Richards, 1962[9]
- Quartinia eurydice (Richards, 1962)[9]
- Quartinia femorata Gess.F., 2007
- Quartinia flava Richards, 1962[9]
- Quartinia frontalis Gess, 2011[12]
- Quartinia funebris Kostylev, 1935[16]
- Quartinia galataea (Richards, 1962)[9]
- Quartinia geigeriae Gess.F., 2007
- Quartinia goleana Richards, 1962[9]
- Quartinia guichardi Richards, 1969
- Quartinia haemorrhoa Gusenleitner, 1997
- Quartinia halicticeps Giordani Soika, 1939
- Quartinia hebuca (Richards, 1962)[9]
- Quartinia helena (Richards, 1962)[9]
- Quartinia helichrysi (Richards, 1962)[9]
- Quartinia hetaira (Richards, 1962)[9]
- Quartinia hypatia Richards, 1962[9]
- Quartinia indica Cameron, 1904
- Quartinia interrupta Turner, 1939[17]
- Quartinia iphigenia (Richards, 1962)[9]
- Quartinia jocasta Richards, 1962[9]
- Quartinia kohli Dusmet, 1917
- Quartinia kozlovi Fateryga, 2025[18]
- Quartinia laeta Schulthess, 1935[10]
- Quartinia lamellata Gess.F., 2007
- Quartinia latona (Richards, 1962)[9]
- Quartinia lesnei Benoist, 1929[15]
- Quartinia libanica Richards, 1962[9]
- Quartinia longiceps Gusenleitner, 2010[11]
- Quartinia luteomandibulata Gess, 2011[12]
- Quartinia maculifrons Dover, 1925
- Quartinia maculipennis Gess, 2009[14]
- Quartinia maerens Schulthess, 1935[10]
- Quartinia major Kohl, 1898
- Quartinia mandibulata Gess, 2009[14]
- Quartinia matabele Turner, 1939[17]
- Quartinia media Schulthess, 1929[13]
- Quartinia medusa Richards, 1962[9]
- Quartinia metallescens Gess, 2011[4]
- Quartinia metope (Richards, 1962)[9]
- Quartinia mikhaili Fateryga, 2025[18]
- Quartinia minima Schulthess, 1932[19]
- Quartinia minuscula Turner, 1939[17]
- Quartinia mochii Giordani Soika, 1939
- Quartinia mongolica (Morawitz, 1889)[16]
- Quartinia multipicta (Richards, 1962)[9]
- Quartinia namaqua Gess.F., 2007
- Quartinia namaquaensis Gess.F., 2007
- Quartinia nilotica Fischer, 1964
- Quartinia nitidiuscula Gusenleitner, 2010[11]
- Quartinia niveopicta (Schulthess, 1930)[20]
- Quartinia nubiana Richards, 1962[9]
- Quartinia obibensis Gess.F., 2007
- Quartinia ochraceopicta Schulthess, 1932[19]
- Quartinia orientalis Gusenleitner, 1973
- Quartinia paradoxa Brauns, 1905
- Quartinia parcepunctata Richards, 1962[9]
- Quartinia parva Gess, 2009[14]
- Quartinia parvula Dusmet, 1909
- Quartinia perone Richards, 1962[9]
- Quartinia persephona Richards, 1962[9]
- Quartinia philomena (Richards, 1962)[9]
- Quartinia phoebe (Richards, 1962)
- Quartinia pluto (Richards, 1962)[9]
- Quartinia poecila (Schulthess, 1930)[20]
- Quartinia popovi Richards, 1962[9]
- Quartinia propinqua (Schulthess, 1932)[19]
- Quartinia proserpina Richards, 1962[9]
- Quartinia pteroniae Gess, 2009[14]
- Quartinia pulawskii Gess, 2009[14]
- Quartinia punctulata Schulthess, 1930[20]
- Quartinia pusilla Kostylev, 1935[21]
- Quartinia refugicola Gess.F., 2007
- Quartinia scutellimacula Schulthess, 1929[13]
- Quartinia senecionis (Richards, 1962)[9]
- Quartinia separata Gusenleitner, 1997
- Quartinia setosa Gess, 2009[14]
- Quartinia shestakovi Kostylev, 1935[21]
- Quartinia signata Schulthess, 1929[13]
- Quartinia signatifrons Turner, 1939[17]
- Quartinia soikai Richards, 1962[9]
- Quartinia sovietica Fateryga, 2025[18]
- Quartinia striata Richards, 1962[9]
- Quartinia strucki Gess.F., 2008
- Quartinia syriaca Richards, 1962[9]
- Quartinia tarsata (Richards, 1962)[9]
- Quartinia tenerifina Richards, 1969
- Quartinia thebaica Buysson, 1902
- Quartinia titania (Richards, 1962)[9]
- Quartinia tricolorata Giordani Soika, 1954
- Quartinia tripolitana Richards, 1962[9]
- Quartinia tuareg Giordani Soika, 1954
- Quartinia tuberculifera Gess, 2009[14]
- Quartinia tuberculiventris Gess, 2009[14]
- Quartinia tuberculiventroides Gess, 2009[14]
- Quartinia turneri (Schulthess, 1932)[19]
- Quartinia upingtonensis Gess, 2011
- Quartinia uzbeka Kostylev, 1935[21]
- Quartinia vagepunctata Schulthess, 1929[13]
- Quartinia vexillata Gess.F., 2007
- Quartinia waterstoni Schulthess, 1929[13]

## Распространение
Имеет разобщенное распространение с афротропическим и палеарктическим ареалом. В пределах Masarinae таксон Quartinia является родом с самым высоким видовым разнообразием, с более 100 описанным видом, встречающимся в афротропическом регионе и 42 видами в палеарктическом.